# أحمد الأسطة
أحمد الأسطة، لاعب مصارعة سوري. ولد بتاريخ 7 / 10 / 1968م؛ وهو بطل سورية في المصارعة للرجال، حيث احتل المراكز الأولى من عام 1991م إلى عام 2002م. كما أنه بطل العرب في المصارعة بالمراكز الأولى من عام 1991م إلى عام 2002م ويلعب في فئة وزن 69 كغم.

## تاريخه الرياضي
كانت بداياته في لعبة المصارعة عام 1980م، حيث حصل على عدة ميدالية في بطولات عربية ودورات دولية. كما حصل على العديد من المراكز المتقدمة في البطولات الدولية الرسمية كالتالي:
| - المركز الثالث في بطولة آسيا للمصارعة الحرة عام 1992م - المركز التاسع في أولمبياد برشلونة عام 1992م - المركز الأول في الدورة العربية عام 1992م - المركز الثاني في دورة بحر الأبيض المتوسط عام 1993م - المركز الثامن في بطولة العالم عام 1994م - المركز الرابع في دورة الألعاب الآسيوية 1994 | - المركز الثامن في أولمبياد أتلانتا عام 1996م - المركز الثاني في بطولة آسيا عام 1997 - المركز الثاني في ألعاب البحر الأبيض المتوسط 1997 - المركز الأول في الدورة العربية عام 1997م - المركز الأول في بطولة غرب آسيا عام 1997م - المركز الثاني في الدورة الآسيوية عام 1998م - المركز الثاني في ألعاب البحر الأبيض المتوسط 2001 |

## روابط خارجية
- أحمد الأسطة على موقع قاعدة بيانات المصارعة الدولية (الإنجليزية)
- أحمد الأسطة على موقع أوليمبيديا (الإنجليزية)